# 羽叶肉叶荠
羽叶肉叶荠（学名：Braya tibetica f. sinuata）为十字花科柏蕾荠属西藏肉叶荠下的一个变型。